# Museo d'arte Shō
Il Museo d'arte Shō  (掌美術館?, Shō bijutsukan), anche noto col nome in lingua inglese Kōdaiji Shō Museum, è un piccolo museo che fa riferimento al tempio di Kōdai-ji, a Kyoto.

## Descrizione
Il nome del museo è ripreso dal detto giapponese shōchū no tama (掌中の玉?), ovvero "un gioiello nel palmo di una mano", poiché pur essendo un edificio di ridotte dimensioni conserva un'importante collezione di preziosi reperti della cultura nipponica, provenienti in larga parte dal tempio di Kōdai-ji.
All'interno del museo sono conservati, tra gli altri, numerosi oggetti lavorati con la tecnica del maki-e, la laccatura giapponese a foglia d'oro su fondo nero.